# 特洛伊·坦纳
特洛伊·坦纳（英語：Troy Tanner，1963年10月31日—），美国男子排球运动员。他曾代表美国国家队参加1988年夏季奥林匹克运动会排球比赛，获得一枚金牌。他也曾参加1986年友好运动会。